# Póvoa da Pegada (Beijós, Carregal do Sal)
Póvoa da Pegada é uma aldeia do concelho de Carregal do Sal e da freguesia de Beijós. As localidades vizinhas são Laceiras e Póvoa de Lisboa. Esta aldeia encontra-se localizada num planalto com vista para Serra do Caramulo, vivem cerca de 150 habitantes e a maioria das suas habitações contém um tradicional traço de granito beirão.

## Associações locais
- Associação Cultural Recreativa e Desportiva da Póvoa da Pegada, fundada no dia 04 de Março de 1986 e os sócios fundadores foram João Pais Mendes, António Eduardo de Sousa, Júlio Filipe Rodrigues, Vítor Miguel Figueiredo e António João Amaral;

## Eventos
- Eventos Gastronómicos:
  - Festival Gastronómico do Míscaro e da Castanha (final de novembro), organizado pela Associação Cultural Recreativa e Desportiva da Póvoa da Pegada;

- Eventos Religiosos:
  - Festa em honra da Nossa Senhora da Pegada (18 de dezembro);

## Património
- Património religioso:
  - Capela da Nossa Senhora da Pegada;

## Obras e publicações
- Livros:
  - DO SAL, Câmara Municipal Carregal "Os Edifícios Religiosos do Município de Carregal do Sal Guia Turístico - Cultural ". Morgráfica, Gráfica de Mortágua, 2015. Consultado em 04 de Setembro de 2023.